# Rayman 3: Hoodlum Havoc
Rayman 3: Hoodlum Havoc ist ein 2003 erschienenes Jump ’n’ Run Spiel von Ubisoft. Es gehört zu der Reihe der Rayman-Spiele, die allesamt von Ubisoft stammen. Das Spiel ist für Windows und Mac OS sowie für PlayStation 2, GameCube, Game Boy Advance und Xbox erschienen. Es ist der Nachfolger des 1999 erschienenen Rayman 2: The Great Escape.

## Spielgeschichte
Rayman und Globox erholen sich gerade von ihrem letzten Abenteuer, als sich neues Unheil über Raymans Welt zusammenbraut. Ein Lums verwandelt sich in André, einen schwarzen Lums. André fliegt umher und verwandelt andere Lums in sogenannte Hoodlums (engl. Ganove), die Raymans Welt verwüsten. In einem folgenden Level wird André von Globox verschluckt; daraufhin sucht Rayman einen Arzt, um André aus Globox herauszuholen.
Aus diesem Vorhaben besteht ein großer Teil des Spiels. Rayman und Globox suchen insgesamt drei Ärzte auf, die auf Globox jeweils ein Musikstück vorspielen, um André aus Globox Körper „rauszudröhnen“. Jedoch verschwindet André dabei jedes Mal in einen anderen Körperteil. Der letzte Arzt ruft alle Ärzte zusammen, die alle zusammen ein Musikstück auf Globox spielen. Dadurch wird André aus Globox' Körper vertrieben.
Dieser will Rache und sucht Reflux, den Magier der Knaaren, auf, den Rayman während seines Aufenthalts im Knaarenland besiegt hatte. Zusammen klauen sie das Zepter des dunklen Gottes Leptys und beschwören seine Macht. Nachdem Rayman das Hauptquartier der Hoodlums zerstört hat, betritt er den Turm des Leptys, auf dem er einen transformierten Reflux insgesamt viermal besiegen muss. Danach tritt Rayman gegen André an, der sich aber durch ein einfaches Grimassenschneiden besiegen lässt. Wenn das geschehen ist, ist der spielerische Teil vorbei. In einer Rückblende bei der Schlusssequenz wird gezeigt, dass ursprünglich Raymans Hände einen Lums erschreckten und damit André erzeugten.

## Besonderheiten
Rayman 3 verfügt über eine gut ausgearbeitete Spielewelt und skurrile Charaktere. So wird zum Beispiel keine schöne Prinzessin gerettet, sondern Globox, Raymans froschartiger Kumpel. In insgesamt neun umfangreichen Welten und insgesamt 48 Leveln muss sich Rayman Hoodlums, Knaaren und körperlichen Herausforderungen stellen. Zusätzlich befinden sich acht Bonuslevel in dem Spiel, in denen man zum Beispiel die Rolle der Hoodlums in Minispielen übernimmt oder Rayman in alter 2D-Form spielt. Außerdem gibt es auch noch einige witzige Videosequenzen. Diese Boni kann man durch das Sammeln von goldenen und grünen Edelsteinen sowie roten Diamanten freischalten, die sich überall im Hauptspiel finden lassen.

## Rezeption
Rayman 3 bekam überwiegend gute Kritiken (7,7/10 in der Internet Movie Database).

## Trivia
- John Leguizamo leiht Globox in der englischen, Guildo Horn in der deutschen Version seine Stimme.[2]
- Rayman-Erfinder Michel Ancel war an der Entwicklung kaum beteiligt.[3]